# زاونگ علیا
زاونگ علیا، روستایی از توابع بخش مرکزی شهرستان فیروزه در استان خراسان رضوی ایران است. این روستا از مقاصد بلوچ‌های مهاجر به خراسان بوده‌است.

## جمعیت
این روستا در دهستان فیروزه قرار دارد و براساس سرشماری مرکز آمار ایران در سال ۱۳۸۵، جمعیت آن ۷۵ نفر (۲۰خانوار) بوده‌است.